# Scotinella divesta
Scotinella divesta is een spinnensoort uit de familie van de Phrurolithidae.
De wetenschappelijke naam van de soort werd in 1941 als Phrurolithus divestus gepubliceerd door Willis John Gertsch.